# Новые Подцаревичи
Новые Подцаревичи (укр. Нові Підцаревичі) — село в Маневичской поселковой общине Камень-Каширского района Волынской области Украины.
До 2020 года входило в Маневичский район.
Код КОАТУУ — 0723680902. Население по переписи 2001 года составляет 406 человек. Почтовый индекс — 44631. Телефонный код — 3376. Занимает площадь 16,6 км².